# The Southerners
The Southerners è un cortometraggio muto del 1914. Non si conosce il nome del regista del film che, prodotto dalla Edison, era tratto da un romanzo di Cyrus Townsend Brady.

## Produzione
Il film fu prodotto dalla Edison Company.

## Distribuzione
Distribuito dalla General Film Company, il film - un cortometraggio in tre bobine - uscì nelle sale cinematografiche degli Stati Uniti il 22 maggio 1914. Ne venne fatta una riedizione, distribuita il 27 giugno 1916.